# کیت (فوتبال)

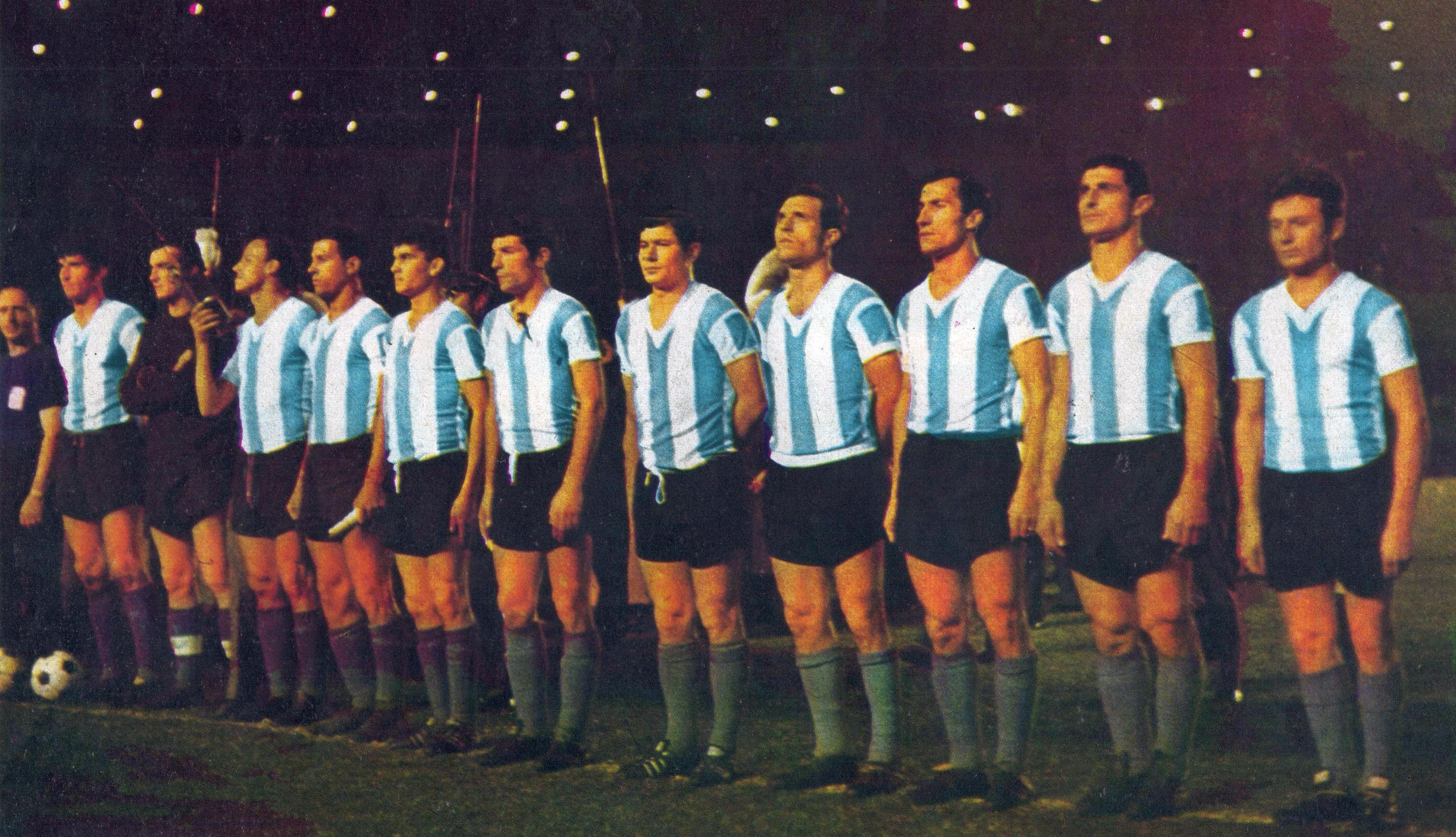
تیم آرژانتین در کیت نخست خود در سال ۱۹۶۴

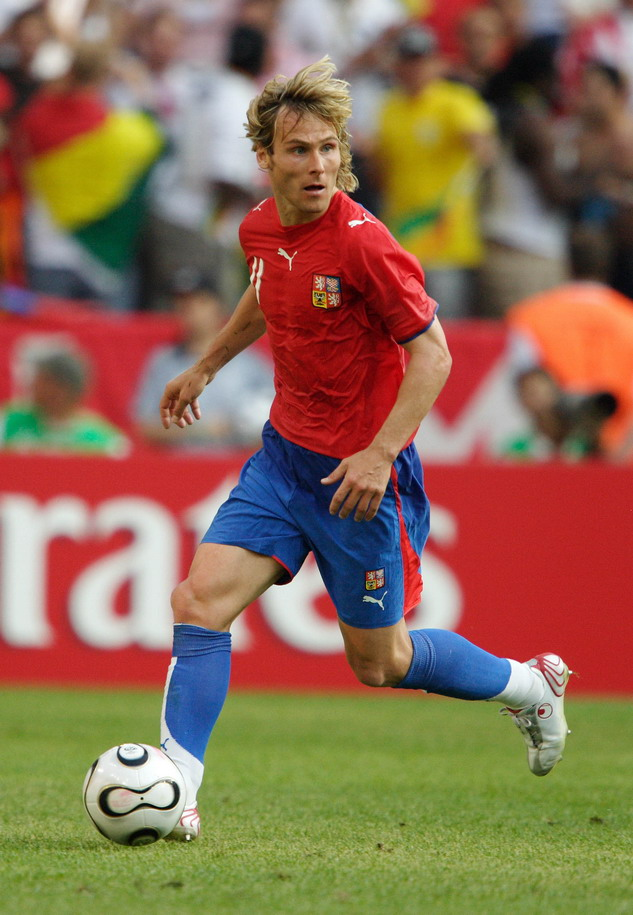
پاول ندود در سال ۲۰۰۶ که یک کیت فوتبال جدید از شرکت پوما را بر تن دارد.

کیت (به انگلیسی: Kit، یا پوشاک، کیت اول) به پوششی می‌گویند که یک باشگاه فوتبال در هر بازی دارد. معمولاً کیت‌های فوتبالی برای هر باشگاه در هر فصل دو یا سه طرح هستند و پوشاک تیم‌ها، برای هر فصل تغییر می‌کند. این پوشاک شامل پیراهن ورزشی، شورت ورزشی و جوراب هستند.
در فوتبال، در پشت کیت، شماره‌های بازیکنان درج می‌شود و ممکن است در جلوی پیراهن نیز در میانه یا در جهت مخالف لوگو، درج شود.
کیت‌های فوتبال امروزه با پیشرفت فناوری در صنعت پوشاک و مد، زیباتر و جذاب‌تر شده‌اند.